# Ииуй
Ииу́й (ивр. יְהוּא‎ Иеху́ — «Яхве — это он») — 10-й израильский царь, библейский персонаж. Сын Иосафата, внук Намессиев (Нимши), родоначальник пятой династии. Царствовал в течение 28 лет.

## Жизнеописание

### Помазание на царство
После ранения в сражении с сирийцами царя Иорама Елисей при ещё живом царе помазал на царство над Израилем Ииуя (4 Цар. 9:6).
Затем Ииуй собственноручно застрелил из лука царя Иорама (4 Цар. 9:24) и иудейского царя Охозию (4 Цар. 9:27). По его приказу была сброшена со стены и растоптана конями Иезавель (4 Цар. 9:33). Он также приказал умертвить 70 царевичей из дома Ахава (4 Цар. 10:7).

### Царствование
Правил Самарией 28 лет (4 Цар. 10:36). Уничтожил в Самарии культ Ваала (4 Цар. 10:28) и преследовал идолопоклонство, но тем не менее поддерживал ересь в виде культа золотого тельца в Бет-Эле и Дане.
Ииуй, в отличие от своих предшественников, не поддерживал дружеских отношений с иудеями, которые оказывали значительную помощь Израильскому царству в войнах. Поэтому арамеям за короткое время удалось присоединить к своему царству, под предводительством своего царя Азаила, Васан и Галаад (4 Цар. 10:33). Так колено Гадово, Рувимово и Манассиино были отторгнуты от Израиля. Ииуй признавал главенство Ассирии.
Царь Ииуй изображён на обелиске Салманасара III.

## В поп-культуре
Название американской пост-хардкор группы Drive Like Jehu упоминает Ииуя и отсылает к Четвёртой книге Царств: «И донёс сторож, сказав: доехал до них, и не возвращается, а походка, как будто Ииуя, сына Намессиева, потому что он идёт стремительно» (4 Цар. 9:20).